# Mikołajowice (województwo małopolskie)
Mikołajowice – wieś w Polsce położona w województwie małopolskim, w powiecie tarnowskim, w gminie Wierzchosławice.
W latach 1975–1998 miejscowość administracyjnie należała do województwa tarnowskiego.

## Położenie
Mikołajowice leżą w południowej części Kotliny Sandomierskiej, w pobliżu progu Pogórza Karpackiego. Lokalny klimat kształtowany jest przez dolinę Dunajca i przez sąsiedztwo z Tarnowem – biegunem ciepła w Polsce. Na południu sąsiaduje z Łukanowicami, na zachodzie z Zakrzowem i Łętowicami, na północy – z Sieciechowicami. Wschodnią granicę miejscowości stanowi rzeka Dunajec. Przez południowy skraj miejscowości przebiega droga międzynarodowa E40.

## Zarys historii wsi Mikołajowice
Dzisiejsze Mikołajowice składają się z dwóch niegdyś odrębnych wsi: Mikołajowic i Sierachowic (Sierakowic), które dziś są przysiółkiem. Obie wsie, istniejące według historyków już pod koniec XII wieku, były – z nadania książęcego – na początku swoich dziejów w posiadaniu Gryfitów, wpływowego małopolskiego rodu rycerskiego. Obie miejscowości należą do pierwszej fali osadnictwa piastowskiego związanego z Wojniczem – grodem, kasztelanią i parafią. Zapewne teren ten był zasiedlony już wcześniej, w okresie państwa Wiślan, na co wskazują ślady wczesnośredniowiecznego grodziska w Zgłobicach na Skale, w pobliżu mostu na Dunajcu.
Pierwszy dokument o istnieniu Mikołajowic – Mikolaiowicz pochodzi z 22 sierpnia 1329 roku, a oznajmia on, że dziedziczni właściciele wsi, rycerze Piotr, Mścigniew i Włodko zezwalają na sprzedaż sołtysostwa wsi Ratnawy, w której prowadzili akcję kolonizacyjną. O istnieniu Sierachowic – Syrzachowicz świadczy dokument sądu ziemskiego sandomierskiego z 1386 roku, mówiący o sprzedaży przez rycerza Stanisława z Sierachowic swojej dziedzicznej części tej wsi Janowi ze Zgłobic. Sierachowice były osadą z przewozem na Dunajcu na tak zwanym ruskim trakcie, łączącym Kraków ze Lwowem i Kijowem (dziś trasa europejska E 40). Trakt ten, równoleżnikowo ciągnący się od Wrocławia przez Kraków, Brzesko, Wojnicz i Tarnów, miał znaczenie handlowe i militarne od czasów przyłączenia Rusi Czerwonej do Polski, od XIV wieku nabierał coraz większego znaczenia, aby od XVI wieku stać się głównym szlakiem na wschód. Pochodzący z 1409 roku dokument opisuje przewóz: na dwóch jego brzegach stały karczmy ku wygodzie podróżujących, istniał port przeładunkowy towarów spławianych Dunajcem i Wisłą w głąb kraju, punkt poboru myta, młyn, role należące do karczem. Przewóz przynosił 18 grzywien dochodu z czynszu Klemensowi Moskorzowskiemu, kasztelanowi wiślickiemu, ówczesnemu właścicielowi.
Właścicielami Mikołajowic i części Sierachowic byli między innymi: w 1407 – Klemens Moskorzowski kasztelan wiślicki, w 1416 – Piotr Szafraniec z Pieskowej Skały, w 1460 – Mikołaj Mikołajowski herbu Gryf, w 1524 – Jan i Barbara Mikołajowscy, którzy przenieśli się do Tarnowa i zamieszkali w kamienicy zwanej Domem Mikołajowskich (dziś mieści się w nim Muzeum Diecezjalne). W 1532 roku hetman Jan Tarnowski nabył od Jana Mikołajowskiego obie wsie, część Łukanowic i Zgłobic za 2000 zł, ale pozostawił Mikołajowskim jako dożywotnią dzierżawę.
Mikołajowice nie były dużą miejscowością. Pochodzący z 1536 roku rejestr poborowy informuje o 3 łanach (łan frankoński – ok. 24 ha) użytkowanych przez 6 kmieci, 3 zagrodnikach, 1 dworze z folwarkiem, 1 karczmie z rolą i 1 młynie. W Sierachowicach w tym samym roku było 8 kmieci, 3 zagrodników zwolnionych z czynszu, 1 karczma z rolą, przewóz i przystań na Dunajcu. Kmiecie sierachowiccy odrabiali pańszczyznę na folwarku mikołajowickim, obsługiwali przewóz i udawali się na flis ze zbożem do Gdańska. Do roku 1569 obie wsie były często dzielone, sprzedawane, scalane, dzierżawione, zastawiane, a gospodarka rolna rabunkowa. Wzrastała ilość dni pańszczyzny i innych służebności. Ludność wsi ubożała i rozwarstwiała się, oprócz pełnorolnych kmieci pojawili się zagrodnicy (3–10 ha), chałupnicy (zazwyczaj wiejscy rzemieślnicy) i komornicy (bez roli). W 1569 roku obie wsie z przewozem wykupił książę Konstanty Wasyl Ostrogski, mąż Zofii Tarnowskiej i włączył je do wierzchosławickiego klucza majątkowego. Odtąd miejscowości stały się własnością magnacką, należącą do hrabstwa tarnowskiego, będącego potem w rękach Zasławskich i Lubomirskich, a od roku 1723 Sanguszków, gdy ostatnia z Lubomirskich Anna Maria wyszła za Pawła Karola Sanguszkę.
Wiek XVII i początek XVIII były czasami licznych wojen, głodu, nawracających wielokrotnie epidemii i klęsk żywiołowych, dlatego liczba ludności znacznie spadła. W 1680 roku w Mikołajowicach było 20 domów, w Sierachowicach – 8. Inwentarz sporządzony w 1689 roku wskazuje, że dwór, budynki folwarczne i browar z szynkiem były podupadłe. W 1714 roku powinności kmieci mikołajowickich i sierachowickich były następujące: 5 dni pańszczyzny w tygodniu oraz 1zł 8 gr czynszu, 5 tuczonych kogutów, 30 jaj, 4 kity konopi i 3 korce owsa sepnego na rok, dziesięcina wytyczna. Do tego dochodziły jeszcze tzw. powaby, czyli daremszczyzny. Liczne wylewy Dunajca w XVIII wieku znacznie uszczupliły stan posiadania kmieci sierachowickich.
W 1772 roku w wyniku I rozbioru Polski obie miejscowości znalazły się w zaborze austriackim i odtąd podlegały nowemu prawodawstwu, które z jednej strony zmniejszyło wymiar powinności chłopskich wobec panów feudalnych, a z drugiej – zwiększyło obowiązki wobec państwa, np. pojawił się przymus służby wojskowej. Od 1775 roku rozpoczęto budowę tak zwanego gościńca cesarskiego, który w rejonie Tarnowa został ukończony w 1785 roku. Na przełomie XVIII i XIX wieku w wyniku regulacji koryta Dunajca przeniesiono most, przystań i przewóz z Sierachowic do Zgłobic i odtąd znaczenie Sierachowic zmniejszyło się. Wieś ta została z czasem wchłonięta przez Mikołajowice.
W 1827 roku we dworze zamieszkała wraz z dziećmi Justyna Tetmajerowa, wdowa po Wojciechu, matka matematyka i poety – Józefa. Na przełomie lat 1831 i 1832 gościł u nich działacz niepodległościowy, poeta, popularyzator Tatr i Podhala – Seweryn Goszczyński, który tu w pierwszych miesiącach 1832 r. dokonał pierwszego pełnego przekładu na język polski Pieśni Osjana. Stąd Goszczyński wyruszył na zaproszenie syna Justyny, Leona do Łopusznej, tu także, 4 kwietnia 1832 r., rozpoczął pisanie Dziennika podróży do Tatrów.
Lata 1845-47 w całej Galicji były okresem głodu, epidemii cholery i klęsk elementarnych, a w 1846 wybuchła rabacja galicyjska, która ominęła Mikołajowice. W 1848 roku zniesiono pańszczyznę i uwłaszczono chłopów ziemią, którą dotąd uprawiali. W rękach Sanguszków pozostał dwór z folwarkiem, który w 1870 roku liczył 125 morgów ziemi ornej, podczas gdy rolnicy mieli jej 325 morgów w obu miejscowościach łącznie. Posiadłość rozparcelowano w 1937 roku.

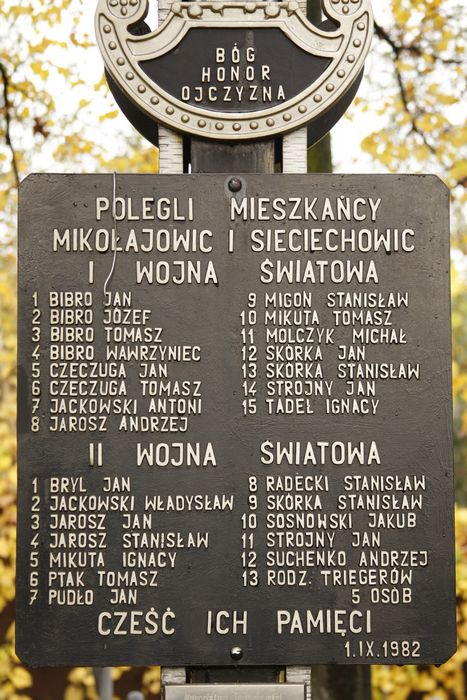
Tablica na pomniku upamiętniającym poległych za ojczyznę

W 1875 roku został zbudowany pierwszy drewniany budynek szkoły ludowej, a w 1882 roku pożyczkowa kasa gminna (wiejska) dysponowała kwotą 503 zł 57 centów. Na przełomie XIX i XX wieku znacznie wzrosła świadomość społeczna obywateli wsi dzięki rozwojowi oświaty, bardzo liczebnej emigracji do Ameryki i działalności Wincentego Witosa z pobliskich Wierzchosławic. W 1910 roku założono Kasę Stefczyka oraz Kółko Rolnicze i uruchomiono sklep, a w 1913 roku powstało koło PSL „Piast”. W początkowej fazie I wojny światowej miejscowość znacznie ucierpiała, gdyż od grudnia 1914 do maja 1915 roku stał austriacko – rosyjski front pozycyjny na Dunajcu. W pobliżu mostu w Łukanowicach znajduje się niewielki cmentarz nr 216 z grobami 7 żołnierzy austriackich poległych tam w czasie walk. Na frontach wojennych zginęło wielu mężczyzn ze wsi wcielonych do armii austriackiej oraz uczestników wojny 1918–1920.
Po odzyskaniu niepodległości przez Polskę po I wojnie światowej Mikołajowice rozwijały się dzięki zaangażowaniu obywateli. W 1921 roku powstało Koło Młodzieży, które zaktywizowało środowisko między innymi poprzez zorganizowanie biblioteki, teatru amatorskiego i Ludowego Klubu Sportowego „Dunajec”. Wznowiono działalność Ochotniczej Straży Pożarnej, wybudowano Dom Ludowy i remizę strażacką. W lipcu 1934 roku nastąpiła tragiczna powódź, która zalała miejscowości wzdłuż koryta Dunajca i Białej.
Lata II wojny światowej nie przyniosły większych strat materialnych, natomiast wielu mieszkańców wsi zginęło na frontach. Niemieckie wojska zmechanizowane weszły do Mikołajowic 6 września 1939 roku od strony Wojnicza, a opuściły wieś pod naporem wojsk radzieckich 17 stycznia 1945 roku, paląc drewniany most na Dunajcu.
Po wojnie, dzięki zaangażowaniu społecznemu mieszkańców nastąpiła elektryfikacja, wybudowano halę sportową z boiskiem piłkarskim, powstał kościół i utworzono parafię, zbudowana została szkoła podstawowa i Dom Strażaka. Rozwijał się sport amatorski, kontynuacja przedwojennej jeszcze tradycji. Zmiany ustrojowe po 1989 roku korzystnie wpłynęły na miejscowość, która znacząco rozbudowała się, przeprowadzona została gazyfikacja i telefonizacja, wybudowano wodociąg i kanalizację. Pojawiło się sporo prywatnych firm usługowych, zbudowano zakłady pracy na północnym krańcu wsi, zaś na granicy z Łętowicami od niedawna funkcjonuje przedsiębiorstwo eksploatacji żwiru.
Mikołajowice są obecnie typowym podmiejskim osiedlem, które pomimo wszechstronnej modernizacji zachowało wiele z dawnego klimatu sielskości.

## Kościół w Mikołajowicach
Zanim w 1961 roku wybudowano kościół, w dawnej stajni majątku Sanguszków, wyremontowanej w 1957 roku, mieszkańcy wsi urządzili kaplicę. Pierwszym proboszczem był ks. Władysław Homerski, po nim funkcję tę objął ks. Jan Urbański. W latach 2009–2023 proboszczem był ks.  Franciszek Cieśla, a po nim funkcję tę objął ks. Kazimierz Stempniowski. Parafia obejmuje też Sieciechowice.
W kościele znajdują się relikwie św. Szymona z Lipnicy, ofiarowane przez OO. Bernardynów z Krakowa w dniu 23 października 2009 roku.

## Ludzie związani z Mikołajowicami
- Seweryn Goszczyński (1801–1876) – poeta i działacz niepodległościowy. Na zaproszenie Józefa Tetmajera mieszkał we dworze w Mikołajowicach od listopada 1831 do końca kwietnia 1832 r. Tu rozpoczął pisanie Dziennika podróży do Tatrów, w którym między innymi opisał Mikołajowice i okolicę[19].
- Józef Przerwa-Tetmajer (1804–1880) – poeta, matematyk. Wraz z rodziną mieszkał we dworze w Mikołajowicach w latach 1827–1833, wyemigrował do Francji. Zmarł w Krakowie[19].
- Gustaw Nowotny (1884–1945) – urodzony i wychowany w Mikołajowicach we dworze, w którym zarządcą majątku Sanguszków był jego ojciec. Chirurg zakopiański, oficer, zginął w obozie w Dachau. Był wujem Gustawa Łowczowskiego (1897–1984) z Wojnicza, generała WP.[20]
- Jan Bryl (1885–1945) – urodzony w Mikołajowicach, współpracownik Wincentego Witosa, poseł na Sejm w latach 1919–1922 i 1922–1927. Inżynier, absolwent Politechniki Lwowskiej. Działacz ludowy, mieszkał we Lwowie, zmarł prawdopodobnie w Krakowie[21].
- Jan Jarosz (1898–1941) – urodzony w Mikołajowicach, doktor nauk medycznych, współpracownik Wincentego Witosa. Jako student UJ zorganizował w 1921 r. Koło Młodzieży, animował amatorski ruch sportowy jako honorowy prezes Ludowego Klubu Sportowego „Dunajec”, doprowadził do wybudowania Domu Ludowego i reaktywowania Ochotniczej Straży Pożarnej. Pracował jako lekarz w Opatowcu, od 1938 r. w Nowym Sączu, gdzie był wybrany do Rady Miejskiej. Zamordowany przez hitlerowców w 1941 r. za działalność patriotyczną. Hala sportowa w Mikołajowicach oddana do użytku w 1956 r. nosi jego imię[22][23].
- Józef Homerski (1922–2004) – ksiądz profesor doktor habilitowany Katolickiego Uniwersytetu Lubelskiego, brat ks. Władysława Homerskiego (1931–1998) proboszcza parafii Mikołajowice. Profesor J. Homerski spędzał wakacje i święta przez dziesiątki lat na probostwie w Mikołajowicach, pomagając swojemu bratu w pracy duszpasterskiej[24].
- Helena Nagawiecka z d. Zdeb (1923–1993) – urodzona w Mikołajowicach, profesor doktor habilitowany, od 1979 do 1993 r. kierownik Zakładu Przyrodniczych Podstaw Melioracji Wodnych Wyższej Szkoły Rolniczej, obecnie Uniwersytetu Rolniczego w Krakowie[25].
- Władysław Strojny (1923–1992) – urodzony w Mikołajowicach, profesor doktor habilitowany Akademii Rolniczej, obecnie Uniwersytetu Przyrodniczego we Wrocławiu, entomolog, fotografik[26].
- Edward Moskal (1924–2005) – z Mikołajowic pochodzili dziadkowie Edwarda Moskala, przewodniczącego Kongresu Polonii Amerykańskiej. Wyemigrowali do Stanów Zjednoczonych na przełomie XIX i XX wieku[27].
- Andrzej Eskreis (1938–2011) – mieszkał wraz z rodziną w latach 1939-1948 we dworze w Mikołajowicach. Profesor doktor habilitowany w Instytucie Fizyki Jądrowej im. H. Niewodniczańskiego PAN w Krakowie[28][29][30].
- Piotr Kocąb (ur. 1952) – pochodzący Mikołajowic, małopolski trener piłki nożnej[31].
- Jerzy Żołądź (ur. 1961) – pochodzący Mikołajowic, profesor doktor habilitowany Akademii Wychowania Fizycznego w Krakowie, współpracował m.in. z Adamem Małyszem[32].